# Arthur Battishill Yolland
Arthur Battishill Yolland, magyarosan Yolland Arthur, névváltozat: Jolland Arthur Batischill (Hoylake, Chester, 1874. augusztus 24. – Budapest, 1956. november 12.) angol irodalomtörténész, magyar országos bajnok teniszező, labdarúgó, edző és magyar nemzetközi labdarúgó-játékvezető. 1896-tól élt Budapesten; 1914-1946 között a budapesti tudományegyetemen az angol nyelv és irodalom rendes tanára volt.

## Pályafutása
John Yolland és Emma Pace fiaként született. Középiskolai tanulmányait 1888-93 között a Rossall Schoolban végezte. Az érettségi vizsgán elért legjobb eredménye nyomán kapott ösztöndíjjal Cambridge-ben folytatta tanulmányait, ahol 1896-ban a baccalaureus artium fokozatot szerezte meg. Ugyanebben az évben szeptemberben Demeczky Mihály igazgató meghívására a budapesti Ferencz József nevelőintézethez került az angol nyelv tanáraként. 1900-ban az angol nyelv és irodalom tanszékének betöltéséig ideiglenes megbízást kapott az angol nyelv tanítására, 1901-ben pedig Névy László, a kereskedelmi Akadémia igazgatója meghívta, hogy intézetében az angol nyelvet adja elő.
1905-ben doktori szigorlatot tett a budapesti egyetemen az angol nyelvből, német irodalomból és az indogermán nyelvészetből, értekezésének címe Egy angol Petőfi-fordítás. (John Bowringtól). Az 1906-07. tanévben Oxfordban és Cambridge-ben angol irodalmi és nyelvészeti tanulmányokat folytatott Raleigh, Napier, Skeat és Macaulay tanárok vezetése alatt. 1908-ban a Kisfaludy Társaság levelező taggá választotta; ugyanezen év februárjában egyetemi rendkívüli tanár lett. 1908-tól a Kisfaludy Társaság Shakespeare-bizottságának tagja volt. A budapesti angol-amerikai irodalmi társaság elnöke és az Egyetemi Atlétikai Klub tanárelnöke. Halálát érelmeszesedés okozta. Felesége a pancsovai születésű Mannó Kalipsza volt, akivel 1901. június 15-én kötött házasságot Budapesten, a Ferencvárosban.

### Sportolóként
A XIX. század végére, a XX. század elejére jellemző sporttevékenységek közül a golf, a futball, a tenisz, az atlétika, az evezés és a krikett volt kedvenc sporttevékenysége. Sportolt, oktatott a BEAC, a BTC, a MAC, az Öreg Gárda egyesületeiben.
A magyar labdarúgás történelmi résztvevője, alapítója, terjesztője és játékvezetője. Teniszezőként a Magyar Athlétikai Clubban (MAC) szerepelt, a férfi egyesben országos bajnokságot nyert 1899-ben és 1890-ben. Párosban Segner Pállal együtt több éven át országos bajnokságot nyert.

### Labdarúgó-játékvezetőként
1897-től az első hazai, önként vállalt bírók egyike. Az egymás után alakuló labdarúgó-egyesületek felkészülési, illetve barátságos mérkőzéseinek volt a BEAC, majd a Magyar AC csapat-játékvezetője – ha saját csapatában nem játszott, akkor elfogadta a másik csapat meghívását. A nemzeti bajnokságban nem vezetett mérkőzést.
1902–1910 között részese volt a magyar-osztrák válogatott mérkőzések maratoni találkozóinak. Az első bécsi meccset, 1902. október 12-én John Shires vezette (az MTK egyik angol játékosa, aki a bécsi Vienna Cricket and Football-Clubnak is tagja), a budapesti visszavágón, a Bíró Bizottság jelölése alapján Yolland, a magyarrá lett angol tanár bíráskodott.

### Sportvezetőként
A Ferenc József nevelő intézetben Yolland tanár úr (a BEAC vezére) vezetésével gyakorolták a fiatalok a futballt, ahol a tornaszakosztály elnökeként tevékenykedett.

## Műfordítói és irodalomtörténészi munkássága
Angolra fordított Petőfi Sándor költeményeiből és Herman Ottó műveiből. Lefordította Jókai Mór Mire megvénülünk című regényét is. Szerkesztette a magyarországi brit-amerikai irodalmi társaság hivatalos közlönyét, a Hungarian Spectator-t.
Angol nyelvtanárként szótárakat és nyelvkönyveket jelentetett meg. Angol nyelven a magyar történelem és irodalom (The Hungarian diet of 1905; Alexander Petőfi. Poet of the Hungarian war of Independence; The constitutional struggle of the Magyars; The national spirit in Hungarian literature; The queen Elisabeth Memorial Museum – fordítás; Education in Hungary), magyar nyelven az angol irodalom témakörében (Shakespeare és a Biblia; Dickens Károly élete és munkái; Shakespeare kora) jelentek meg kötetei.
Cikkei és könyvismertetései Magyarországon a Budapesti Szemlében, a Magyar Világban, az Egyetemes Philologiai Közlönyben, a Budapesti Hírlapban, az Életben, a Magyar Figyelőben, hazájában a londoni Times, Standard, Daily Mail, Daily News, Daily Chronicle, Morning Leader, Spectator, Outlook Modern Language Revue, Hungary című folyóiratokban jelentek meg.
Mivel alapvetően sportember volt és nem tanult meg tökéletesen magyarul, tudományos pályafutása némi kívánnivalót hagyott maga után. Egyik tanítványa, Szentkuthy Miklós író az 1930-as évek első felében látogatta "primitív óráit" az egyetemenː
No de ki volt Y. A. professzor úr? Régebben arisztokrata ifjakat tanított teniszezni; egyszer valaki kitalálta, hogy mivel nincs angol szak az egyetemen, hát keressünk professzort. A gróf és herceg tenisztanítványok Y. A.-t választották ki: professzor lett belőle. De tíz idézőjelben értendő „előadásai” abban álltak, hogy elővett egy irodalomtörténetet, kinézte belőle az aznapra való írót, Chaucert, Gowert vagy Spensert, kivette ezek összes műveit a könyvtárból, és felolvasta. Itt-ott megkérdezte, hogy értünk-e minden szót? (...) Hát ez volt az angolóra, kérem szépen. Különben is cipőgombszemű, cvikkeres Y. A. tanár úr úgy nézett ki, mint egy lakáj az angol filmekben.

Nem lehet elfelejteni Y. A. magyar–angol szótárát. (...) Hogy úgy tűnjön, mintha csinálna valami tudományos munkát, összeállított egy szótárt. Hát az úgy is nézett ki. Szerencsére volt egy javított kiadása, abban már nem voltak olyan hibák, mint például: a magyar szállít ige angol megfelelője ott: teach to fly. Gondolta: a száll ige műveltető alakja. Képzeld el, egy kezdő egyetemista le akarja fordítani azt, hogy a hullát átszállították a Farkasrétről a Kerepesi temetőbe. Az lesz belőle, hogy a hullát megtanították repülni, mire eljutott a Kerepesi temetőbe.

## Művei
- Egy angol Petőfi-fordítás Sir John Bowring-től; Márkus Ny., Bp., 1904
- Angol olvasókönyv; összeáll. Arthur Yolland; Franklin, Bp., 1905
- The Hungarian diet of 1905; Franklin Ny., Bp., 1905
- Alexander Petőfi Poet of the Hungarian War of Independence. A Literary Study 1823-44; Franklin, Bp., 1906
- Magyar és angol szótár. 1. r., Angol-magyar; szerk. Yolland Arthur B.; Franklin, Bp., 1908
- Charles Dickens élete és művei; Franklin, Bp., 1913 (Olcsó könyvtár)
- Hungary; Jack–Stockers, London–New York, 1917 (The Nations' Histories)
- Arthur Yolland–Kundt Ernőː Angol nyelv- és olvasókönyv a reálgimnázium V-VI. és a reáliskola III. és IV. osztálya számára; Franklin, Bp., 1926
- Magyar és angol szótár, 1-3. / A dictionary of the Hungarian and English languages. Hungarian-English; szerk. Yolland Arthur B.; Franklin, Bp., 1927
- Szemelvények a XIX. század angol remekíróiból. Angol olvasókönyv a reálgimnáziumok és reáliskolák 7. oszt. számára; szerk. Yolland Arthur, Kundt Ernő; Franklin, Bp., 1928
- Szemelvények a XVI., XVII. és XVIII. század angol irodalmából. A középiskolák VIII. osztálya számára; szerk. Yolland Arthur, Kundt Ernő; Franklin, Bp., 1928 (Angol nyelvi tankönyvsorozat)
- Angol nyelvkönyv magántanulók és nyelvtanfolyamok számára az angol kiejtés megjelölésével; Lingua, Bp., 1946 (Lingua nyelvkönyvek)

## Emlékezete
- Alakja felbukkan (említés szintjén) Kondor Vilmos magyar író A budapesti kém című bűnügyi regényében.

## Statisztika

### Nemzetközi válogatott mérkőzése
| #  | Dátum            | Helyszín                      | Hazai        | Eredmény | Vendég   | Kiírás     | Gólok | Esemény |
| -- | ---------------- | ----------------------------- | ------------ | -------- | -------- | ---------- | ----- | ------- |
| 1. | 1903. június 11. | Budapest, Margitszigeti pálya | Magyarország | 3 – 2    | Ausztria | barátságos | -     |         |
|    | Összesen         |                               |              | 1        | mérkőzés |            |       |         |